# Ludranski Vrh
Ludranski Vrh je naselje v Občini Črna na Koroškem.
Znamenitost kraja je Najevska lipa, ki raste pod vrhom Smrekovec ob domačiji Osojnik (po domače Najevnik).